# 塘美站
塘美站，位于中国广东省广州市增城区新塘镇，为广深铁路已撤销的车站。
塘美站于1911年启用，初时名唐美站，是廣九鐵路华段首批建成开通的车站。1938年广州沦陷后，广九铁路遭受破坏；战争结束后，本站未恢复客运。
1985年广深铁路复线建设时，增建塘美线路所；该时期亦曾有一对客运列车在塘美办客。
随着广深线客流逐步增加，线路运输能力趋于饱和，2001年10月在第三线上临时增设塘美站，作列车会让用。截至2004年5月，该站每天接发列车82趟，其中客车32趟，货车50趟；图定站内停会让车11趟。2007年广深铁路第四线完工后，本站撤销。